# Montagnol
 Montagnol  (en occitano Montanhòl) es una población y comuna francesa, situada en la región de Mediodía-Pirineos, departamento de Aveyron, en el distrito de Millau y cantón de Decazeville.

## Demografía
| 266 | 241 | 207 | 191 | 172 | 159 |
| Para los censos de 1962 a 1999 la población legal corresponde a la población sin duplicidades (Fuente: INSEE [Consultar]) |     |     |     |     |     |